# Лима (Монтана)
Лима (енгл. Lima) град је у америчкој савезној држави Монтана.

## Демографија
По попису из 2010. године број становника је 221, што је 21 (-8,7%) становника мање него 2000. године.
| Група             | 2000.       | 2010.       |
| Белци             | 225 (93,0%) | 201 (91,0%) |
| Афроамериканци    | 0 (0,0%)    | 2 (0,9%)    |
| Азијати           | 0 (0,0%)    | 0 (0,0%)    |
| Хиспаноамериканци | 4 (1,7%)    | 8 (3,6%)    |
| Укупно            | 242         | 221         |